# What a Little Moonlight Can Do (альбом)
What a Little Moonlight Can Do — сборник американской певицы Бетти Картер, выпущенный в 1976 году на лейблах ABC и Impulse! Records. В альбом вошли песни с Out There with Betty Carter (1958) и The Modern Sound of Betty Carter (1960).

## Отзывы критиков
| Оценки критиков                     | Оценки критиков |
| Источник                            | Оценка          |
| ----------------------------------- | --------------- |
| AllMusic                            | [ 1 ]           |
| Encyclopedia of Popular Music       | [ 2 ]           |
| The Rolling Stone Jazz Record Guide | [ 3 ]           |

Скотт Яноу из AllMusic написал: «Альбом предлагает слушателям подробный обзор ранних записей вокалистки, когда её пение было более тесно связано с традициями свинга / бопа, чем это могло бы стать впоследствии. В программе много ярких моментов (в том числе „I Can’t Help It“, „Don’t Weep for the Lady“ и „Jazz (Ain’t Nothing' but Soul)“ с аккомпанементом от большого оркестра до небольшой джазовой группы. Музыку легко рекомендовать в той или иной форме».

## Список композиций
Сторона A
1. «You’re Driving Me Crazy» (Уолтер Дональдсон) — 1:45
2. «I Can’t Help It» (Бетти Картер) — 2:44
3. «By the Bend of the River» (Клара Эдвардс) — 2:07
4. «Babe’s Blues» (Рэнди Уэстон, Джон Хендрикс) — 2:49
5. «Foul Play» (Норман Мэпп) — 2:21
6. «You’re Getting to Be a Habit with Me» (Эл Дубин, Гарри Уоррен) — 3:30

Сторона B
1. «Isle of May» (Мак Дэвид, Андре Костеланец) — 2:02
2. «But Beautiful» (Джимми Ван Хьюзен, Сонни Берк) — 3:58
3. «All I’ve Got» (Дэвид Коул) — 2:15
4. «Make It Last» (Боб Хеймс, Гленн Г. Пакстон) — 4:30
5. «Blue Bird of Happiness» (Эдвард Хейман, Шандор Хармати) — 1:30
6. «Something Wonderful» (Ричард Роджерс, Оскар Хаммерстайн II) — 3:35

Сторона C
1. «What a Little Moonlight Can Do» (Гарри М. Вудс) — 2:06
2. «There’s No You» (Том Адейр, Джордж Дургом, Хэл Хоппер) — 3:11
3. «I Don’t Want to Set the World on Fire» (Бенни Бенджамин, Эдди Дарем, Сол Маркус, Эдди Сейлер) — 2:24
4. «Remember» (Ирвинг Берлин) — 2:24
5. «My Reverie» (Larry Clinton) — 2:50
6. «Mean to Me» (Фред Алерт, Рой Терк) — 2:06

Сторона D
1. «Don’t Weep for the Lady» (Даршан Сингх) — 3:02
2. «Jazz (Ain’t Nothin' But Soul)» (Норман Мэпп) — 1:58
3. «For You» (Джо Берк, Эл Дубин) — 2:21
4. «Stormy Weather» (Гарольд Арлен, Тед Колер) — 3:24
5. «At Sundown» (Уолтер Дональдсон) — 2:44
6. «On the Alamo» (Ишем Джонс, Гас Кан) — 1:56

## Участники записи
- Альт-саксофон — Джиджи Грайс (треки А1—А6), Джимми Пауэлл (А1-А6)
- Аранжировка, дирижёр — Ричард Уэсс (C1-D6)
- Баритон-саксофон — Сахиб Шихаб (A1-A6)
- Бас-гитара — Пек Моррисон (A2, B1-B6), Сэм Джонс (A1, A3-A6)
- Вокал — Бетти Картер
- Дирижёр — Джиджи Грайс (A1-B6)
- Тенор-саксофон — Бенни Голсон (A1-A6)
- Тенор-саксофон, флейта, фагот — Джером Ричардсон (B1-B6)
- Тромбон — Мелба Листон (A1-B6)
- Труба — Кенни Дорэм (A1-A6), Рэй Коупленд (A1-B6)
- Ударные — Чарльз «Спекс» Райт (A1-B6)
- Фортепиано — Уинтон Келли (A1-B6)

Все данные взяты из примечаний к альбому.